# Chalepus walshii
Chalepus walshii es un coleóptero de la familia Chrysomelidae.
Fue descrita científicamente en 1873 por Crotch.